# گوزن کالامیایی
گوزن کالامیایی (نام علمی: Hyelaphus calamianensis) نام یک گونه از زیرخانواده گوزنیان جهان قدیم است.